# 二號瓊斯伯勒鎮區 (北卡羅萊納州李縣)
二號瓊斯伯勒鎮區（英語：Township 2, Jonesboro）是位於美國北卡羅萊納州李縣的一個鎮區。

## 地方資料
二號瓊斯伯勒鎮區的面積為61.64平方千米，皆為陸地。根據2020年美國人口普查的數據，當地共有人口15771人，而人口密度為每平方千米255.86人。